# Pikkerie
De Pikkerie is een gehucht in de Mechelse deelgemeente Hombeek, met een klein deel dat op het grondgebied van Zemst ligt. Het ligt zo'n 3 kilometer ten zuidwesten van Hombeek-centrum en anderhalve kilometer ten noordwesten van Zemst-Laar. De bebouwing is gesitueerd rond vier samenkomende straten: de Pikkeriestraat, Dukestraat, Boomkensstraat en Vennestraat.

## Geschiedenis
Op de Ferrariskaarten uit de jaren 1770 is te zien dat de Pikkerie zo'n tien huizen telde, het merendeel in de Pikkeriestraat. Aan de westkant lag het Kollintenbos dichter bij de baan, aan de oostkant lag er een bosje vlak achter de huizen en aan de noordkant van de Boomkensstraat/Dukestraat lag het grote maar nu verdwenen Betogne Bosch. Hierdoor was de Pikkerie dus vrijwel volledig omsingeld door bossen. Er waren heel wat kleine velden met kreupelhagen eromheen en ook enkele moestuintjes.
De Pikkerie was nog steeds een landelijk gehucht. Op de Poppkaarten uit het midden van de 19e eeuw is te zien dat de Pikkeriestraat 11 huizen had, de Boomkensstraat 10 huizen en de Dukestraat 4.

## Trivia
- De 51e breedtegraad noord, de enige breedtegraad in Vlaanderen, loopt precies door de kern. Dit staat ter plekke aangeduid met een plakkaat.